# Jacobskerk (Roderwolde)
De Jacobskerk van Roderwolde is een in 1831 gebouwde zaalkerk in de Drentse plaats Roderwolde. De kerk is erkend als rijksmonument.

## Beschrijving
De Jacobskerk van Roderwolde werd in 1831 gebouwd als vervanger van een kerk die aan de Pastorielaan heeft gestaan ter plaatse van de nog bestaande begraafplaats. De kerk wordt voor het eerst genoemd in 1139.
Oorspronkelijk lag de kern van de bebouwing van Roderwolde in deze buurt, in het verlengde van de bebouwing van Sandebuur. In de loop der tijd moest, door inklinking van de grond en problemen met de grondwaterstand, de bebouwing naar het zuiden worden verplaatst. De bouwheer van de nieuwe kerk was dominee Johann Christoph Schönfeld (1765-1848), Roderwolde was vanaf 1802 zijn laatste en langste standplaats, tot zijn emeritaat in 1841. 
Bij de bouw van de neoclassicistische kerk werd gebruikgemaakt van het materiaal van de oude kerk. Van de oorspronkelijke inventaris zijn een zandstenen doopvont uit de 15e eeuw, een avondmaalsbeker uit 1651 en een door Nicolas Sickmans gegoten kerkklok bewaard gebleven. Het kerkorgel werd in 1911 gemaakt door de Leeuwarder orgelbouwer, de firma Bakker & Timmenga. De kerktoren en de voorgevel van de kerk zijn voorzien van een witte pleisterlaag.

## Afbeeldingen

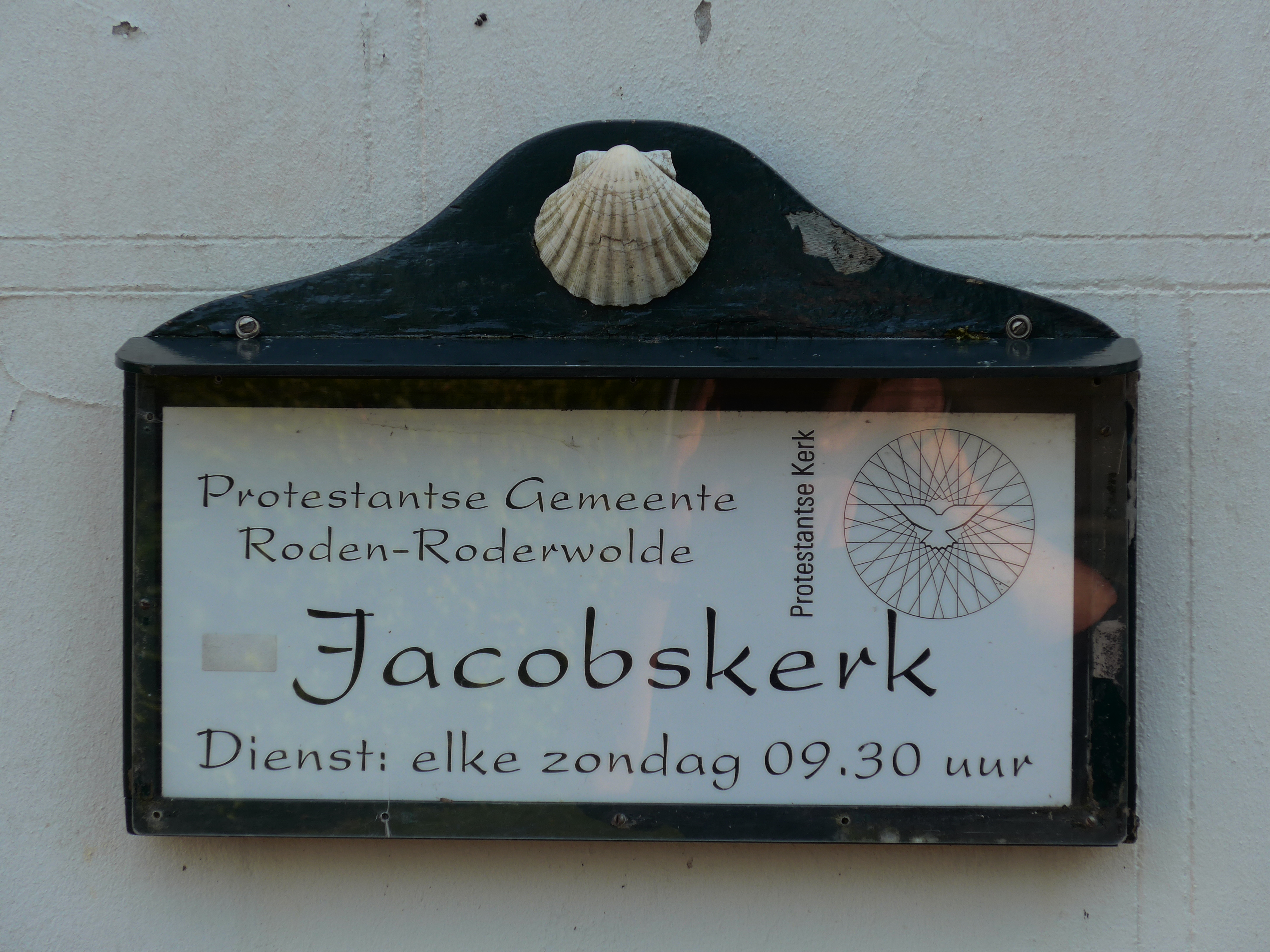
Informatiebordje op de toren (2014)
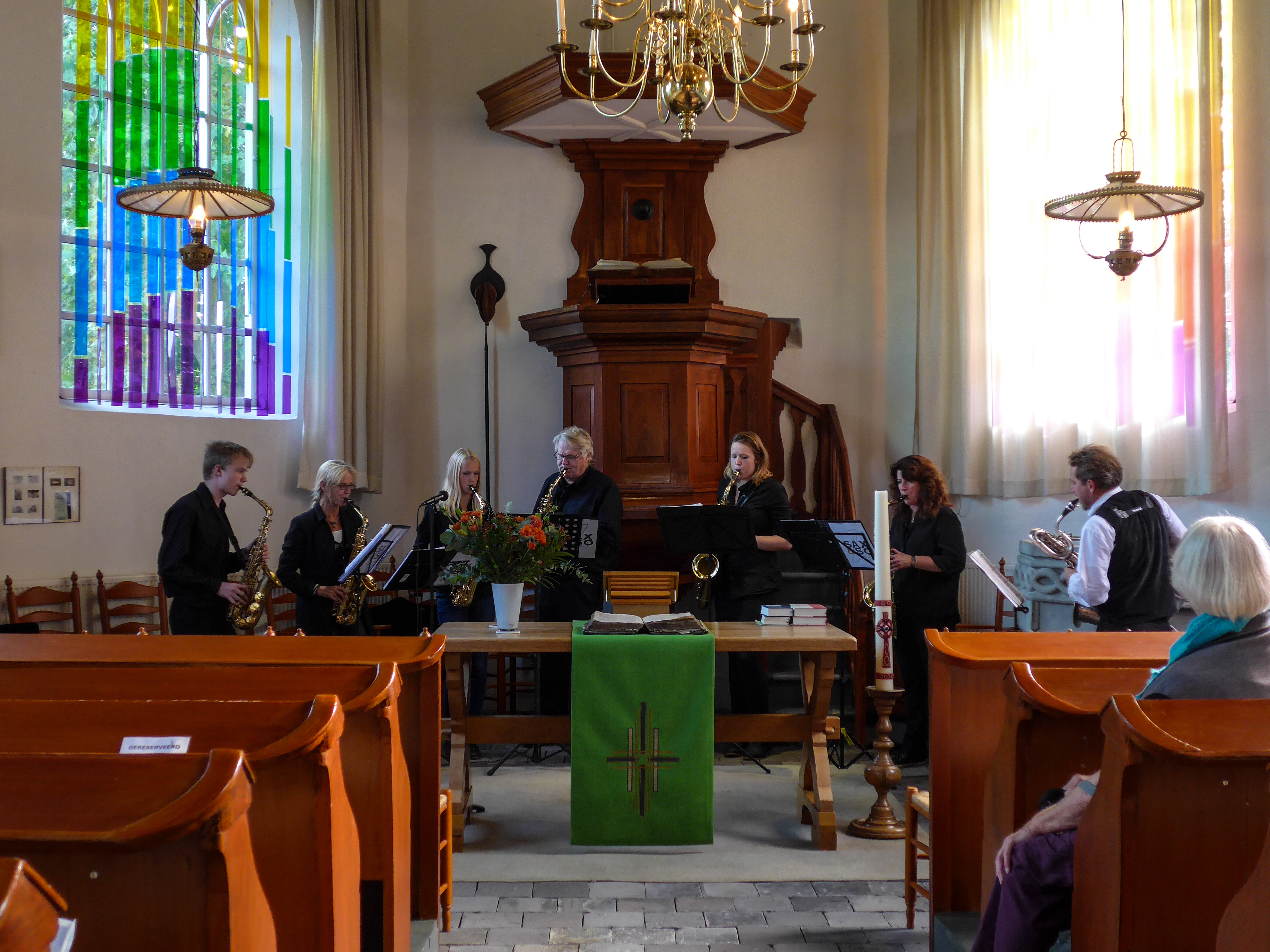
Concert tijdens Open Monumentendag 2014
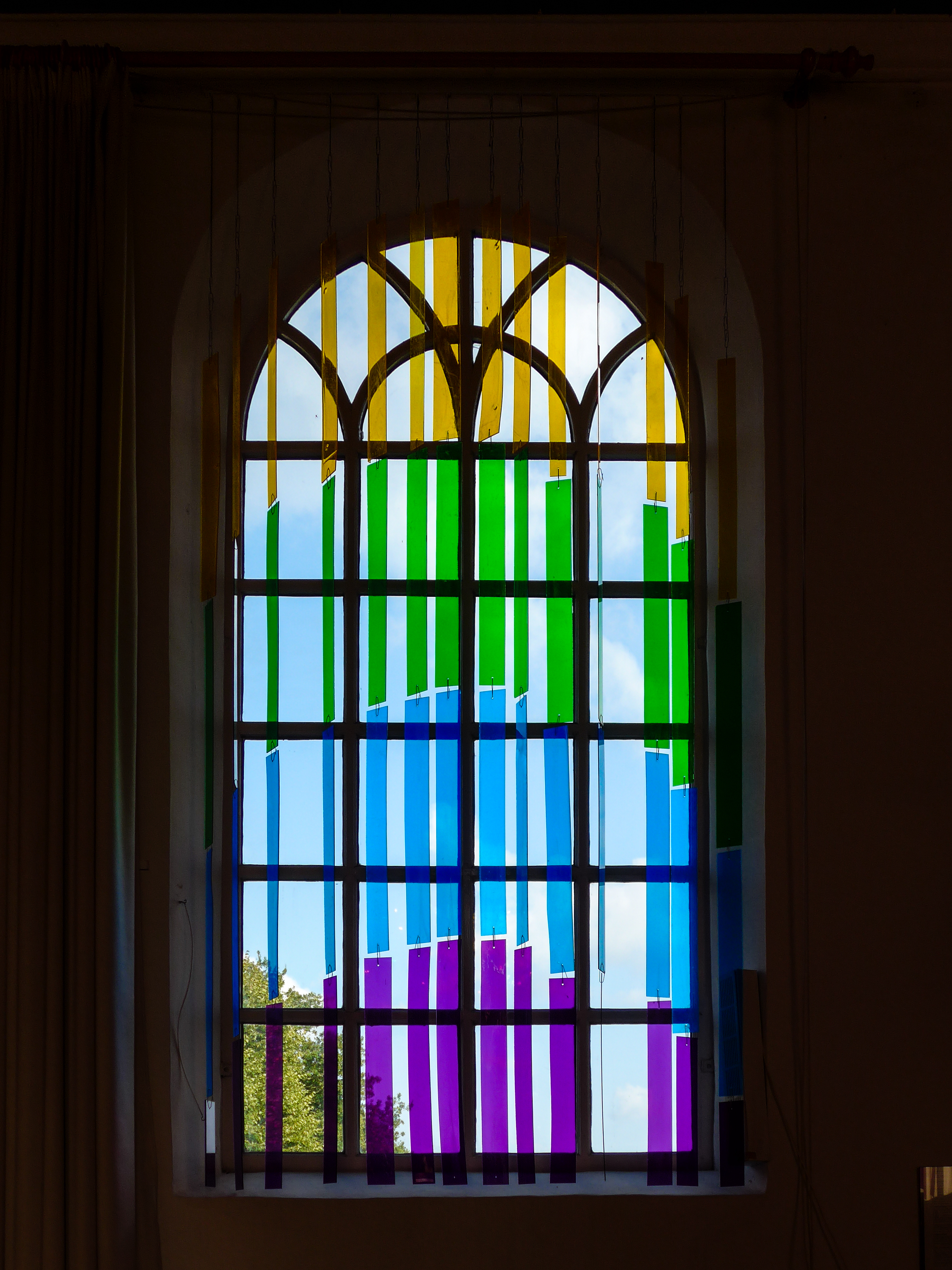
Sculptuur voor een van de vensters (2014)